# Серра-ду-Бору
Серра-ду-Бору (порт. Serra do Bouro) — район (фрегезия) в Португалии, входит в округ Лейрия. Является составной частью муниципалитета Калдаш-да-Раинья. По старому административному делению входил в провинцию Эштремадура. Входит в экономико-статистический субрегион Оэште, который входит в Центральный регион. Население составляет 720 человек на 2001 год. Занимает площадь 17,98 км².